# Zygodon petrophilus
Zygodon petrophilus är en bladmossart som beskrevs av Robert Statham Williams 1927. Zygodon petrophilus ingår i släktet ärgmossor, och familjen Orthotrichaceae. Inga underarter finns listade i Catalogue of Life.